# Västra Sörby naturreservat
Västra Sörby naturreservat är ett naturreservat i Borgholms kommun i Kalmar län.
Området är naturskyddat sedan 2020 och är 170 hektar stort. Reservatet ligger på mellersta Öland, norr om Högsrum. Området omfattar ek-hasselskog, kalkrika fuktängar och kärr samt trädbevuxna betesmarker